# Salafism
Salafismen (arabiska سلفية) är en riktning inom islam som vill gå tillbaka till religionen som de själva uppfattar att den lärdes och praktiserades av de tre första generationerna av muslimer efter profeten Muhammed. Gemensamt för salafisterna är deras idealbild av hur de första muslimska samfunden såg ut och de försöker följa Muhammed och hans följeslagare så mycket som möjligt i sina handlingar. Vad som är sann salafism fastslås av Ammanbudskapet.
Salafisterna är bokstavstroende och anser att man inte behöver omtolka de olika religiösa texterna. De menar sig förstå Koranen och sunna som profeten och hans följeslagare gjorde.
Salaf betyder ”förfäder” och var ursprungligen de första tre generationernas muslimer. Muhammed uttryckte följande: ”De bästa muslimerna är de i min generation. Därefter de som efterträder dem, och därefter de som efterträder dem.” En man som bekänner sig till riktningen kallas salafi, medan en kvinna kallas salafiyya.

## Politiska salafister
Salafismen refererar från början till en reformistisk rörelse som fanns i slutet på 1800-talet i Egypten bland muslimerna kring Muhammad Abduh, som var elev till Jamal al-din al-Afghani. Den moderna salafismen anknyter till äldre namn som Ahmad bin Hanbal (780–855) och Muhammad ibn Abd al Wahhab (1703–1792). Den senare har gett namn åt wahhabismen och anses företräda en sträng syn på hur islam ska utövas. Wahhabismen som finns bland annat i Saudiarabien kan ses som en del av salafismen och anhängare brukar även kalla sig muwahhidun (bekännare av Guds enhet) och betraktar alla andra muslimer som avgudadyrkare. I Indien, Pakistan, Afghanistan och Bangladesh finns den salafistiska rörelsen deobandismen som uppstod i staden Deoband i Indien under slutet av 1800-talet.
Beroende på olika uppfattningar av islams roll i politiska sammanhang finns det salafister som står för en konservatism av det slag som utmärker den saudiarabiska "statswahhabismen" och salafister - salafistjihadisterna - som anser sig ha rätt att utropa heligt krig mot alla otrogna, dit även muslimer med annan hållning räknas. I västvärlden är "jihad" använt som beteckning för "heligt krig" för att försvara eller utbreda islam. De följer Koranens påbud att föra krig mot judar och kristna för att utbreda islams styre.
Kvinnors roll i ett salafistiskt samhälle är starkt begränsad, de exkluderas från arbetsplatser, fråntas möjligheter till utbildning och får bara lämna hemmet i sällskap av en man. Enligt salafistisk lära skall icke-muslimer och muslimer segregeras där muslimer inte skall bli vän med icke-muslimer och ta avstånd ifrån icke-muslimers kultur.
Salafister deltar i det politiska livet i Mellanöstern. Under den egyptiska revolutionen 2011 bildades exempelvis ett nytt egyptiskt politiskt salafistparti, al-Nourpartiet (Hizb al-Nour), som fick omkring 20 procent av rösterna vid valet senare samma år. Av dess partiprogram framgår bland annat att man vill införa islamisk sharialagstiftning.
Salafistiska församlingar i Mellanöstern och Europa finansieras av Saudiarabien bland annat genom att finansiera moskébyggen och publicera litteratur. Salafister återfinns idag främst i Mellanöstern, men även i resten av världen, till exempel Frankrike, Sverige, Tyskland och Indien.

## Militant salafism
Enligt jihadistiska eller militanta salafister är väpnad kamp en religiös plikt. Utmärkande för jihadistiska salafister är att anklaga muslimer med andra åsikter eller inriktningar för att vara otrogna (kafir). Anklagelserna har namnet takfir. Det högst prioriterade målet för våldshandlingarna är makthavare i muslimska länder som anses ha avvikit från islam eller som har allierat sig med icke-muslimska länder i Västvärlden. De mest kända organisationerna inom militant salafism är Al-Qaida och Islamiska staten.

## Salafism i världen
Salafistjihadisterna drivs av en militant radikalism och deras mål är en global islamisk stat, ett nytt kalifat.  Bland företrädarna för militant islamism, salafijihadism, märks bland andra al-Qaida, Boko Haram och Islamiska Staten (IS).
Salafistiska missionärer verkar främst på internet på sociala medier för att kunna nå unga människor. Internet är förutom ett verktyg för mission även det centrala kommunikationsmediet salafister emellan. Salafister benämner ofta sin egen verksamhet som "missionerande" vilken dock uppfattas av utomstående som en systematisk indoktrinering där anhängare inpräntas uppfattningen att de tillhör en moralisk elit.
Enligt Institute for National Strategic Studies fanns år 2009 cirka 50 miljoner salafister världen över.
Alla salafister är inte våldsbejakande, men alla militanta jihadister är salafister.

### Afrika

#### Algeriet
I Algeriet var salafister aldrig involverade i det algeriska inbördeskriget som rasade 1991-2002 och de samarbetade med regeringen för att förmå de upproriska islamisterna att lägga ned sina vapen.
Enligt politiske analytikern Mahmoud Belhimer som intervjuades av Reuters år 2017 mobiliserade salafister, som är i minoritetsställning i landet, då de försökte agera parallellt med staten och samhället i landet. Salafisterna motarbetade bland annat ett regeringsförslag som innebar att kvinnor inte skulle bära slöja på sina passfoton. Andra salafistiska kampanjer gick ut på att tvinga affärsinnehavare att sluta sälja tobak och alkohol samt att motarbeta västerländska värderingar som de ansåg hade ett negativt inflytande på landet till förmån för ett muslimskt samhälle. Salafisternas mest framstående imam Abdelmalek Ramdani bor i Saudiarabien.

### Europa
Politiska och militanta salafister betraktar Europa som ett område befolkat av otrogna, (dar al-kufr).
För jihadister innebär detta även att Europa är ett område där det är legitimt att föra väpnad jihad, det vill säga krigshandlingar eller terrorattentat. Sådana områden går under benämningen dar al-harb", krigsområde".
För politiska salafister innebär det att Europa anses vara ett område att missionera i (dar al-da‘wa) eller ett område där muslimer slutit fördrag med myndigheterna i landet där de slagit sig ned (dar-al-sulh). Salafister missionerar bland muslimer i icke-muslimska länder för att vända dem till vad de anser vara den rätta läran, en salafistisk islam.

#### Belgien
I Belgien lånade kung Baudouin ut orientaliska paviljongen i Cinquantenaire-parken till Saudiarabiens kung Faisal bin Abdul Aziz då den senare 1967 besökte landet. Kung Faisal etablerade där Centre islamique et culturel de Belgique (CICB). CICB:s styrelse bestod ursprungligen av ambassadörer från muslimska länder samt Libanon men under 1970-talet kom Saudiarabiens inflytande att dominera, då den saudiske ambassadören Fuad Nazir enligt beslut av Belgiens minister  Alfons Vranckx utsågs till styrelseordförande på obestämd tid, en post som tidigare haft en mandatperiod på fyra år. År 1977 invigdes moskén som Grande Mosquée de Bruxelles. År 1983 fick tre ledamöter ifrån wahhabitiska Muslim World League tre styrelseposter.
Bryssels borgmästare Yvan Mayeur sade i en intervju år 2017 att alla stadens moskéer styrs av salafister.
År 2010 uppskattade belgiska myndigheter att det fanns 1 875 jihadister Belgien. I april 2017 uppskattade belgiska myndigheter att 18 884 personer hade kopplingar till våldsam islamistisk extremism.

#### Bosnien
I Bosnien tillämpades traditionellt en liberalare form av religionen och heltäckande slöjor var obefintliga, men under Bosnienkriget på 1990-talet förstördes många moskéer. De byggdes upp med finansiellt stöd ifrån Saudiarabien som i motprestation krävde inflytande och använde det till att införa sin egen salafistiska variant av Islam. År 2005 fann en studie att 3% av muslimska bosnier, totalt 60 000 personer, uppgav sig vara wahhabiter.

#### Frankrike
År 2016 uppgav franska myndigheter att salafism förekom i 120 av de totalt 2500 bönelokalerna i Frankrike och att 20 av dem stängts på grund av att de predikat en radikal tolkning av islam. Myndigheterna tog också initiativ till att begränsa utländsk finansiering av moskéer men fann också att huvuddelen av finansieringen skedde genom lokala donationer.
Franska säkerhetstjänsten spårade kopplingar mellan islamister i Frankrike och Spanien två decennier innan de jihadistiska attackerna i Katalonien år 2017, när de bekämpade islamistiska nätverk som då fanns i Frankrike.
Polisen i Frankrike uppskattade i september 2016 att cirka 15 000 personer på deras lista över 20 000 farliga personer tillhör den islamistiska kategorin.
I november-december 2016 stängde myndigheterna fyra salfistiska moskéer belägna i Ecquevilly, El Islah-moskén i Villiers-sur-Marne och två i Seine-Saint-Denis (Clichy-sous-Bois och Stains).
I december 2017 stängde myndigheterna en salafistisk moské i Marseille efter att det predikats om våldsam jihad.
I augusti 2018 deporterade myndigheterna efter ett godkännande domstolsutslag av Europadomstolen salafisten Elhadi Doudi till sitt hemland Algeriet efter att imamen förmedlat radikala budskap i Marseille.

#### Krimtatarer
På Krim finns en radikaliserad minoritet av krimtatariska ungdomar som är påverkade av islamistiska rörelser. Såväl Hizb ut-Tahrir som salafistiska grupper har sedan länge ett fotfäste bland unga radikala krimtatarer, antalet medlemmar har anslagits till mellan 2000 och 15 000.
Under Krim-konflikten har Ryssland pekat ut flera krimtatarer som extremister tillhöande Hizb ut-Tahrir. 
2015 greps 14 krimtarer anklagade för medlemskap i Hizb ut-Tahrir, fyra av dessa dömdes av den ryska militärdomstolen i Rostov vid Don till sju resp fem års fängelse för terrorism. 

#### Spanien
Salafistiska aktivister började öppna moskéer i Katalonien under 1980- och 1990-talen. Moskéernas ledare och besökare var huvudsakligen nordafrikaner varav de flertalet ifrån Marocko, vilket speglade den dåtida demografin för invandringen. Enligt en tidigare chef för franska säkerhetstjänsten DGSE som uttalade sig år 2017 var Barcelona, Madrid samt Spaniens nordafrikanska enklaver Ceuta och Melilla de främsta orterna för extremism i Spanien.

#### Storbritannien
I Storbritannien tillhörde självmordsterroristerna Mohammed Siddique Khan och Shehzad Tanweer som attackerade Londons kollektivtrafik i juli 2005 salafistiska grupperingar.
Gärningsmannen i Attentatet i Manchester mars 2017 var regelbunden besökare i den salafistiska moskén i Didsbury, men portades år 2015. Storbritanniens säkerhetspolis uppskattade i maj 2017 att cirka 23 000 jihadister befann sig i landet varav 3 000 aktivt övervakades eller utreddes av polis.

#### Sverige
Salafistiskt inflytande är i huvudsak inriktat mot andra muslimer, i synnerhet ungdomar och kvinnor.
Enligt radioprogrammet Kalibers granskning år 2005 hade friskolan Alsalamskolan i Örebro en wahhabitisk inriktning. Enligt Uppdrag granskning hade Bellevuemoskén i Göteborg år 2006 en salafistisk inriktning. I Sverige missionerar moskén i Gävle och organisationen Swedish United Dawah Center (SUDC) för salafismen enligt forskare på Malmö Högskola. Salafismen är även representerad i moskén i Örebro. SUDC missionerar på internet och riktar även sin missionsverksamhet mot idrottsföreningar, Migrationsverket, skolor, politiker och allmänheten i stort. Enligt forskaren Aje Carlbom på Malmö Högskola är  salafismens ideologi om segregation mellan muslimer och majoritetssamhället är ett problem för integrationen av muslimer i Sverige. Enligt en granskning år 2017 av Radio P4 Värmland finns en salafistisk gruppering i Karlskoga som bjuder in radikala predikanter. Imam Abu al-Hareth i Ljusets moské i Hässleholm sprider en salafistisk troslära. Ljusets moské framställer shiamuslimer som avfällingar och förrädare i sociala medier men Islamiska statens gärningar nämndes aldrig.
Den salafistiska församlingen Masjid Lund, Lunds moské, öppnade år 2013 i en lokal i Linero i östra Lund och enligt Lunds Universitet präglas dess publikationer av opolitiska och puritanska budskap. Församlingen har tagit avstånd ifrån jihadistiska salafister och Muslimska Brödraskapet.

##### Salafist-jihadister
Den salafist-jihadistiska rörelsen etablerade sig i Sverige under tidigt 1990-tal. Enligt Säkerhetspolisen har de salafist-jihadistiska nätverken i Sverige mångdubblats i antal under åren 2011- 2018.
Enligt Magnus Ranstorp på Försvarshögskolan har spridandet av salafistisk ideologi lett till att flera rest ifrån Sverige för att ansluta sig till jihaidstiska rörelser i Syrien.

#### Tyskland
I Tyskland anger säkerhetspolisen att alla hittills identifierade islamistiska terroristceller kommit ifrån den salafistiska rörelsen och att de politiska tillsammans med de militanta salafisterna vuxit i antal från 3800 medlemmar 2011, till 7500 år 2015. I november 2016 uppskattades deras antal i Tyskland till 9200.
I november 2016 genomförde tysk säkerhetspolis 200 husrannsakningar mot den salafistiska grupperingen Die Wahre Religion (sv: Den sanna religionen) i tio förbundsländer efter att inrikesministeriet funnit att deras ideologi var oförenlig med Tysklands demokratiska konstitution. Detta efter att myndigheter funnit att Die Wahre Religion propagerat för totalitära idéer och beväpnad jihad. Inrikesministeriet uppskattade att organisationen hade 500 medlemmar som bland annat arbetade för att få människor att resa till Syrien och Irak för att strida för Islamiska staten.
I Tyskland finansieras salafistiska församlingar av missionerande islamiska organisationer som Muslim World League från Saudiarabien, Shaykh Eid Charity Foundation från Qatar och Revival of Islamic Heritage Society från Kuwait, organisationer som verkar internationellt och långsiktigt.
I mars 2017 uppskattade tyska myndigheter att cirka 10 000 våldsbejakande islamister befann sig i landet.
I december 2018 annonserade Tysklands förbundsregering att man avsåg att skärpa kontrollen av pengaflödet från Gulfstater som Saudiarabien, Kuwait och Qatar till radikala moskéer i landet. Initiativet avsåg särskilt den konservativa salafistiska inriktningen.